# Coupe d'Europe des nations de rugby à XIII 1938
Navigation
Édition précédente Édition suivante
La Coupe d'Europe des nations de rugby à XIII 1938 est la quatrième édition de la Coupe d'Europe des nations de rugby à XIII, elle se déroule du 29 janvier 1938 au 2 avril 1938, et oppose l'Angleterre, la France et le Pays de Galles.

## Classement
| Groupe |                |   |   |   |   |    |    |     |
|        | Équipe         | J | V | N | D | PP | PC | Pts |
| 1      | Pays de Galles | 2 | 2 | 0 | 0 | 25 | 8  | 4   |
| 2      | Angleterre     | 2 | 1 | 0 | 1 | 23 | 22 | 2   |
| 3      | France         | 2 | 0 | 0 | 2 | 17 | 35 | 0   |

| 29 janvier 1938 | Angleterre     | 6 - 7   | Pays de Galles | Odsal Stadium, Bradford    |
| 20 mars 1938    | France         | 15 - 17 | Angleterre     | Stade Buffalo, Montrouge   |
| 2 avril 1938    | Pays de Galles | 18 - 2  | France         | Stebonheath Park, Llanelli |

## Les équipes

### France
| Nom               | Âge | Matchs (Ptsmarqués) pendant l'édition | Club               |
| ----------------- | --- | ------------------------------------- | ------------------ |
| Pierre Brinsolles | 29  | 2 (0)                                 | Villeneuve-sur-Lot |
| Maurice Brunetaud | 25  | 2 (3)                                 | Villeneuve-sur-Lot |
| Jean Dauger       | 18  | 2 (0)                                 | Roanne             |
| Marcel Delhommeau | 24  | 1 (0)                                 | Villeneuve-sur-Lot |
| Henri Durand      | 22  | 2 (0)                                 | Villeneuve-sur-Lot |
| Cyprien Estoueigt | 28  | 2 (0)                                 | Bordeaux           |
| André Gau         | 26  | 2 (0)                                 | Toulouse           |
| Joseph Griffard   | 32  | 2 (0)                                 | Roanne             |
| Marius Guiral     | 33  | 2 (0)                                 | Villeneuve-sur-Lot |
| Marcel Nourrit    | 26  | 2 (0)                                 | Bordeaux           |
| Max Rousié        | 25  | 2 (8)                                 | Roanne             |
| André Rousse      | 26  | 1 (0)                                 | Côte basque        |
| Alexandre Salat   | 23  | 1 (3)                                 | Toulouse           |
| Henri Sanz        | 24  | 1 (3)                                 | Côte basque        |

## Rencontres

### France - Angleterre
(mt : 5 - 7)
Points marqués :
- France : 3 essais de Brunetaud (15e), Sanz (65e) et Salat (77e) ; 2 transformations de Rousié (15e et 77e) ; 1 pénalité de Rousié (75e).
- Angleterre : 3 essais de Cumberbatch (8e), McCue (47e) et Armitt (73e)  ; 1 transformation de Belshaw (47e) ; 2 pénalités  de Belshaw (28e, 34e) ; 1 drop d'Arkwright (60e).

Évolution du score : 0-3, 5-3, 5-5, 5-7 (mi-temps), 5-12, 5-14, 8-14, 8-17, 10-17, 15-17.
Arbitre :  S Adams (Hull)
Spectateurs : 17 000
- France : Marius Guiral - Henri Sanz, Max Rousié (c), Cyprien Estoueigt, Alexandre Salat - Jean Dauger (o), Pierre Brinsolles (m) - André Gau, Henri Durand, Marcel Nourrit, André Rousse, Joseph Griffard, Maurice Brunetaud - Entraîneur : Jean Galia
- Angleterre : Billy Belshaw (c) - Val Cumberbatch, Jim Croston, Cyril Morrell, Les Grainge - Ernie Herbert (o), Tommy McCue (m) - Harold Ellerington, Jack Arkwright, Bob Ayres, Alec Higgins, Tom Armitt, Lawrence Thacker - Entraîneur :

### Pays de Galles - France
(mt : 3 - 2)
Points marqués :
- Pays de Galles : 4 essais de Case, Edwards, Madden et Sullivan ; 3 buts de Sullivan.
- France : 1 drop de Rousié.

Évolution du score :
Arbitre : J Orford
Spectateurs : 17 000
- Pays de Galles : Jim Sullivan (c) - Des Case, Dennis Madden, Gus Risman, Alan Edwards - Oliver Morris (o), Dai Jenkins (m) - Dai Prosser, Con Murphy, Harold Edwards, Norman Pugh, Norman Fender, Alex Givvons - Entraîneur :
- France : Marius Guiral - Henri Sanz, Max Rousié (c), Cyprien Estoueigt, Marcel Delhommeau - Jean Dauger (o), Pierre Brinsolles (m) - André Gau, Henri Durand, Marcel Nourrit, André Rousse, Joseph Griffard, Maurice Brunetaud - Entraîneur : Jean Galia